# Lijst van Belgische glazeniers

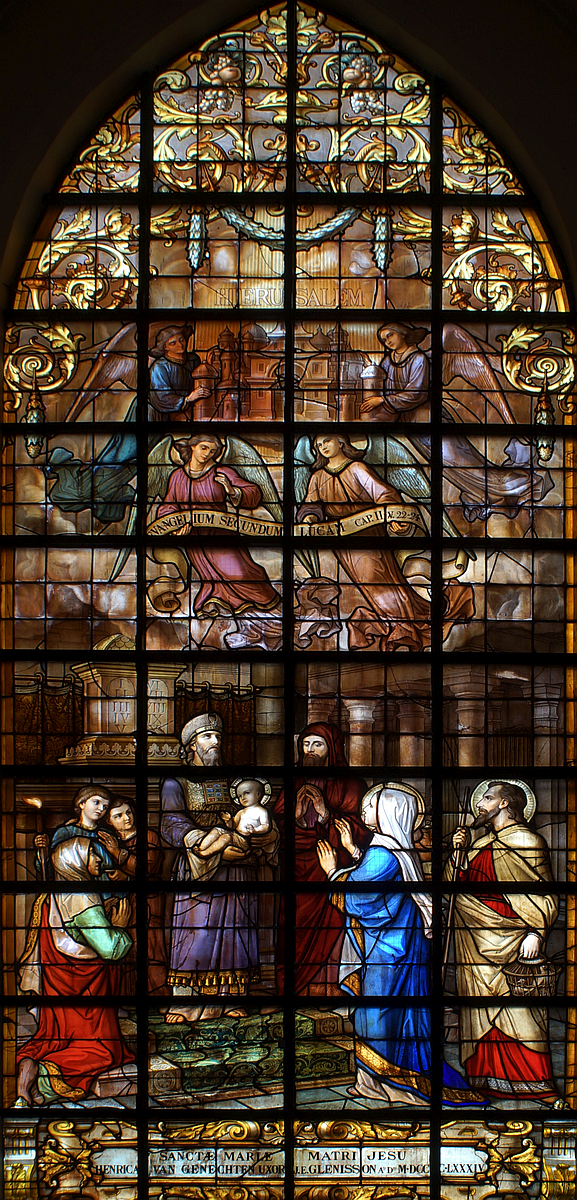
Glasraam De opdracht in de tempel, in de Sint-Pieterskerk te Turnhout, gemaakt door J. B. Capronnier (Schaarbeek), anno 1884.

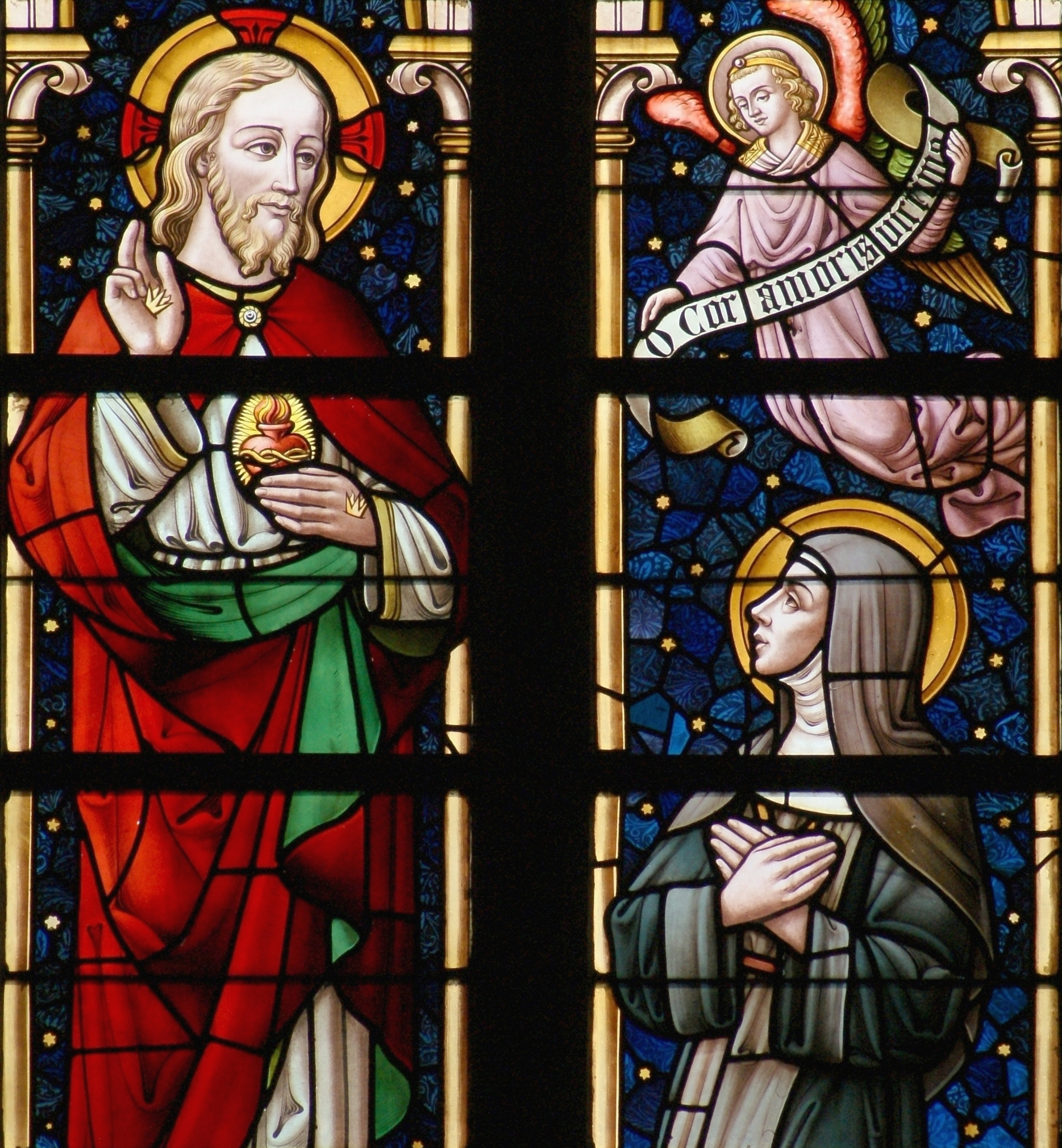
Detail van een glas-in-loodraam in de Onze-Lieve-Vrouw van Bijstandkerk (Aalst), vervaardigd door Joseph Casier (Gent).

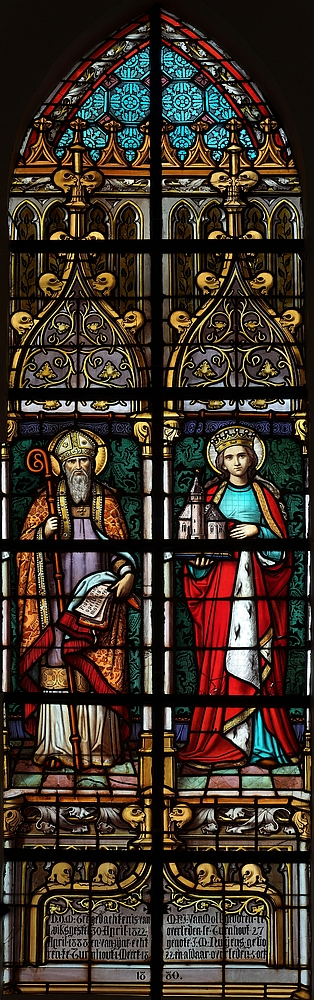
Glasraam De H. Martinus en de H. Joanna van Valois in de Sint-Pieterskerk te Turnhout, gemaakt door Leopold Pluys (Mechelen) in 1880.

Dit is een lijst van Belgische glazeniers.
Voor de glazeniers van voor 1830, zie categorie:Zuid-Nederlands glazenier (voor 1830)

## A
- Alfons Annys (Brasschaat)
- Camiel Annys (Brugge)

## B
- Ivo Bakelants (Deurne) (1934-2016)
- Jean-Baptiste Bethune (Gent) (1821-1894)
- Georges Barry (Brussel)
- Armand Blondeel
- Herman Blondeel
- Sander Blondeel

## C
- Calders en Zoon (Antwerpen)
- Jean-Baptiste Capronnier (Schaarbeek) (1814-1891)
- Joseph Casier (Gent) (19-de eeuw)
- Ri Coëme (Sint-Truiden)
- Florent-Prosper Colpaert (Schaarbeek)
- F.A. Comère (Brussel)
- Hendrik Coppejan (Gent)
- Samuel Coucke (Brugge)
- Louis-Charles Crespin (Brussel) (1892-1953)
- Frans David Ferdinand Crickx (Brussel) (1893-1979)

## D
- Roger Daniëls (Sint-Truiden)
- Guido De Graeve (Gent)
- Guy Delodder (Brussel) (1929-2011)
- Henri Dobbelaere (Brugge) (1822-1885)
- Jules Dobbelaere (Brugge) (1859-1916)
- Abrahem Donijs (Gent)
- Hugo Duchateau (Sint-Truiden)
- Antoon D’Haeyer(Oudenaarde) (1922-2001)

## E
- Elaerts en Calders (Berchem, Antwerpen)

## G
- Camille Ganton-Defoin (Gent) (1872-1946)
- Paul & Marcel Ganton (Gent)
- Gussenhoven & Van Wijck (Antwerpen) (1899-1949)

## H
- Gabriël Huygens (Jette)
- Jan Huet (Hoogstraten)

- Claudia Kuyken (Lommel)
- Jos Knaepen (Borgloon)

## L
- Gustave Ladon (Gent)
- Jacob Le Mair (Brugge)

## M
- Michel Martens (Sint-Andries, Brugge)
- Edward Mertens (Brussel)
- Albert Mestdagh, eerste generatie van Atelier Mestdagh (Gent)
- Luc Mestdagh, tweede generatie van Atelier Mestdagh (Gent)
- Katrien Mestdagh, derde generatie van Atelier Mestdagh (Gent)

## N
- Maurits Nevens (Dilbeek)
- Paule Nolens (Hasselt)
- Pyl Staf  (Sint-Niklaas)

## P
- Jean-François Pluys (Mechelen) (1810-1873)
- Leopold Pluys (Mechelen) (1844-1911)

## S
- Alfons Stels (Tienen)
- Auguste Stalins en Alfons Janssens (Antwerpen)
- Edward Steyaert (Jette)
- Erwin Snijders (Moerbeke-Waas)

## V
- Charles Van Crombrugghe (Gent)
- Joris Van de Broek (Antwerpen)

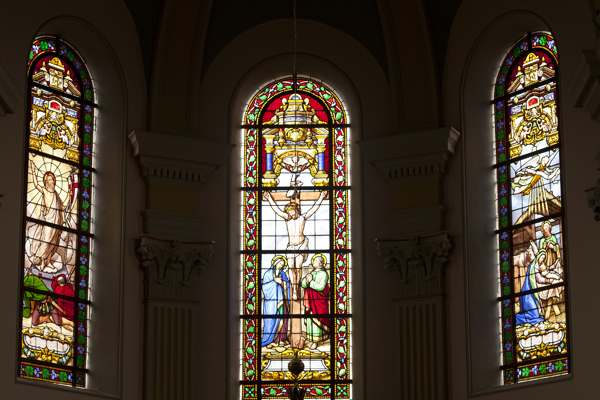
Dikkele - Charles Van Crombrugghe

- Antoine Van der Poorten (Sint-Jans-Molenbeek)
- Leopold Van der Poorten (Lokeren) (19-de eeuw)
- Albert Van Huffel (Brussel)
- Godfried van Steynemolen (Mechelen)
- Arthur Verhaegen (Gent) (1847-1917)
- Antoon Vermeylen (Antwerpen)
- J. Vosch (Elsene)

## W
- Taf Wallet (Brussel)
- Herman Wauters (Mortsel)
- Margot Weemaes (Brussel)
- Jan Wouters (Duffel, Hove)
- Arthur Wybo (Veurne)
- Camille Wybo (Veurne)

## Y

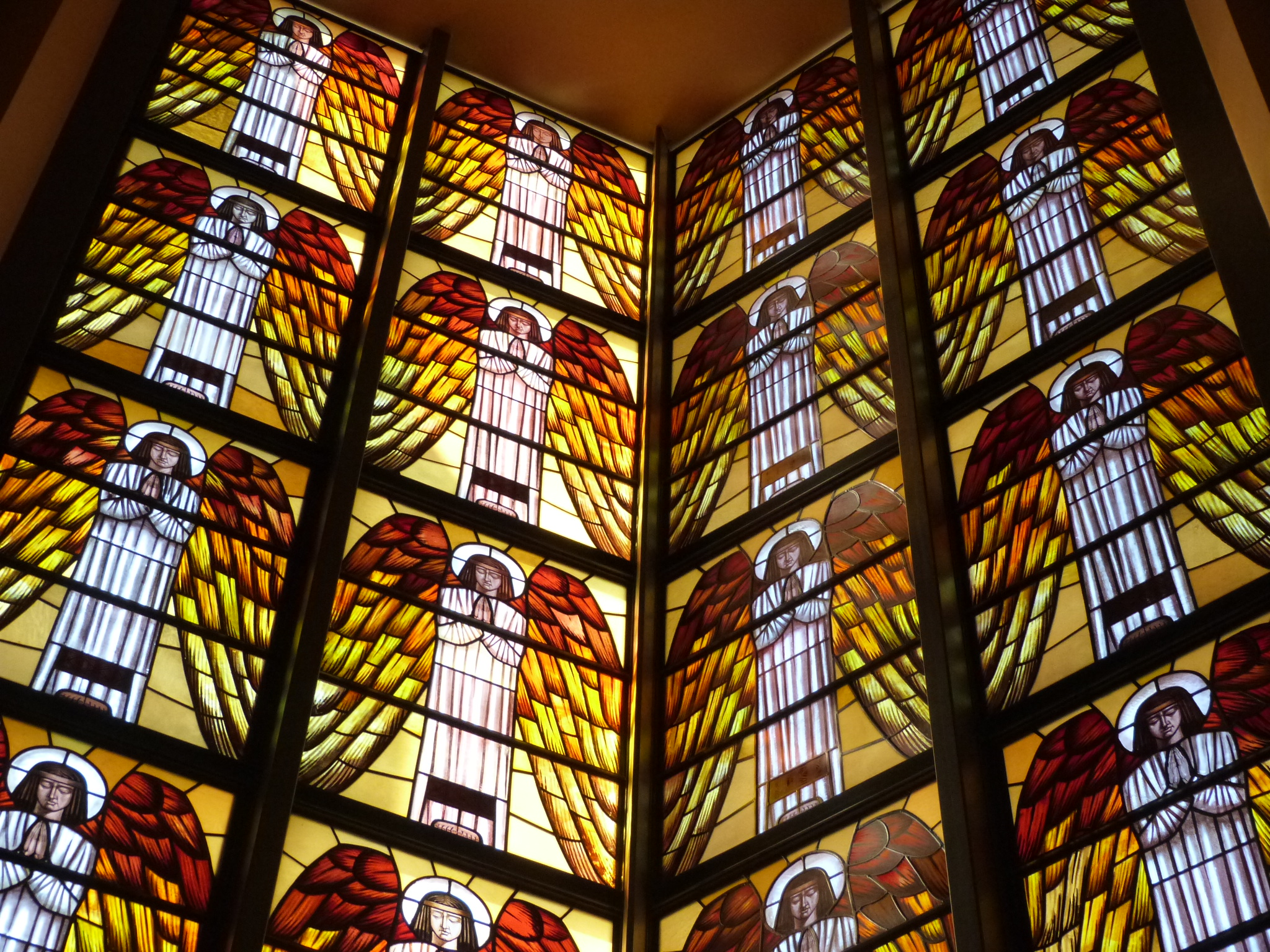
Heverlee - Eugeen Yoors

- Eugeen Yoors (Antwerpen)